# Topspin

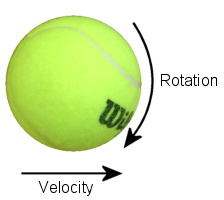
O movimento gera rotação e velocidade

Topspin é um movimento no jogo de tênis que é executado com a raquete de baixo para cima, de forehand ou backhand, com o objetivo de fazer a bola girar, para, então, subir e cair repentinamente, dentro da quadra do adversário. É o golpe mais usado do tênis, e o mais fácil de ser executado. Ele começa com a raquete indo levemente para o lado do seu corpo, dando uma volta por baixo e finalmente para a frente, com a terminação acima do ombro contrário à batida.
Topspin também é usado no beisebol, críquete, golf, sinuca, voleibol e esportes de raquete.